# Achatocarpus balansae
Achatocarpus balansae es una especie de Magnoliopsida del género Achatocarpus, de la familia Achatocarpaceae, del orden Caryophyllales.

## Distribución
Achatocarpus balansae se distribuye por Paraguay (Caaguazú, Guairá) y Argentina (Misiones).

## Taxonomía
Fue descrita científicamente por Heinrich Rudolf Schinz & Eugenio Autran. Fue publicado por primera vez por Schinz, & Autran en el Bulletin de l'Herbier Boissier, volumen 1, página 6 (1893).